# Jin Au-Yeung

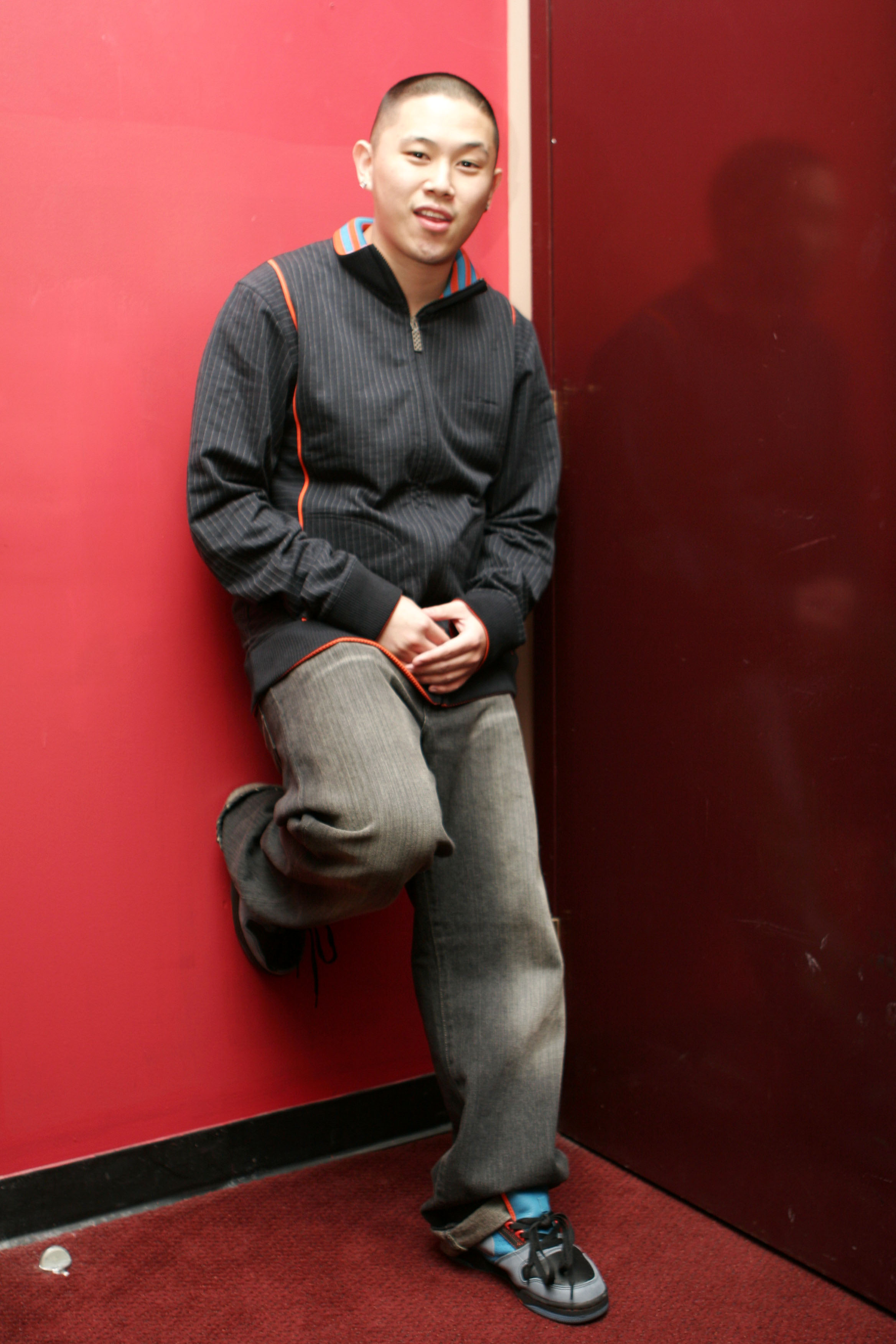
Jin Au-Yeung (2004)

Jin Au-Yeung (歐陽靖, * 4. Juni 1982 in Miami, Florida, USA) ist ein US-amerikanischer Rapper und Schauspieler. Er war der erste asiatische Solo-Rapper, der in den Vereinigten Staaten von einem größeren Plattenlabel unter Vertrag genommen wurde.
Jin Au-Yeung wuchs in Florida in den USA als Sohn chinesischer Eltern auf.

## Diskografie (Auswahl)
- 2004: The Rest Is History
- 2005: The Emcee's Properganda
- 2006: A Bunch of Songs and Some Freestyles
- 2014: Hypocrite

## Filmografie
- 2003: 2 Fast 2 Furious
- 2014: Revenge of the Green Dragons
- 2020: Monster Hunter